# Красивский район
Красивский район — административно-территориальная единица в составе Воронежской и Тамбовской областей, существовавшая в 1935—1959 годах. Центр — село Красивка.
Красивский район был образован в составе Воронежской области 18 января 1935 года. В его состав вошли Балыклейский, Екатеринопольский, Карай-Пущинский, Карай-Салтыковский, Коноплянский, Красивский, Леонтьевский, Ломовский, Марьевский, Николинский, Павловский, Сатинский, Хорошавский и Чернавский сельсоветы Инжавинского района.
27 сентября 1937 года Красивский район был передан в Тамбовскую область.
30 октября 1959 года Красивский район был упразднён, а его территория передана в Инжавинский район.